# En gång i tiden
En gång i tiden è il secondo album in studio del cantante svedese Benjamin Ingrosso, pubblicato nel 2021.

## Tracce
1. Känns som att livet börjar hända – 3:11 (Aron Bergerwall, Benjamin Ingrosso, Tobias Bergerwall, Wilhelm Börjesson)
2. Barnasinnet – 3:26 (Ingrosso)
3. Tänd alla ljus – 3:02 (Charlie Bernardo Kågell, Isak Bornebusch Alverus, Leslie Kocuvie-Tay, Silvana Imam)
4. Vad skulle hända om vi försvann..? – 2:24 (Ingrosso, Sebastian Atas, Victor Sjöström, Viktor Broberg)
5. Se men inte röra – 2:52 (Ingrosso, Robert Habolin)
6. Längst inne i mitt huvud – 2:41 (Ingrosso, Barbro Lindgren, Hampus Lindvall)
7. Långsamt farväl – 3:05 (Mauro Scocco)
8. Flickan på min gata – 2:55 (Ingrosso, Niclas Wahlgren)

## Classifiche
| Classifica (2021) | Posizione massima |
| ----------------- | ----------------- |
| Svezia            | 1                 |